# 4494 Marimo
4494 Marimo је астероид главног астероидног појаса са средњом удаљеношћу од Сунца која износи 2,344 астрономских јединица (АЈ).
Апсолутна магнитуда астероида је 13,1.